# Liste der Monuments historiques in Arès
Die Liste der Monuments historiques in Arès führt die Monuments historiques in der französischen Gemeinde Arès auf.

## Liste der Bauwerke
| Bezeichnung                         | Beschreibung   | Standort | Kennzeichnung | Schutzstatus | Datum | Bild           |
| ----------------------------------- | -------------- | -------- | ------------- | ------------ | ----- | -------------- |
| Ehemaliges Erholungsheim für Kinder | Erbaut 1912/13 | (Lage)   | PA33000023    | Inscrit      | 2000  | weitere Bilder |